# Climat de l'Aude
Le climat de l’Aude est un climat à dominante méditerranéenne. L’automne est caractérisé par des orages violents et rapides. L’été est souvent chaud et sec ce qui est favorable à la culture de la vigne et de l’olivier.
Mais le département est plus contrasté. Dans le Nord, la Montagne Noire, et dans le Sud, le pays de Sault, sont des climats à dominante montagnarde avec des températures parfois très basses en hiver. Dans l’Ouest, le climat est à dominante aquitaine avec des précipitations plus importantes tandis que dans l'Est le climat est purement méditerranéen. Dans le centre — régions limouxine, carcassonnaise et du Razès – le climat est dit intermédiaire avec des expositions importantes aux vents.
Les vents sont souvent présents dans l’Aude. C’est l’un des départements français les plus venteux avec 300 à 350 jours de vent par an. Ce phénomène est essentiellement dû aux reliefs nord et sud qui forment un couloir. Du nord-ouest souffle le cers, appelé tramontane en Catalogne ou mistral en Provence. C’est un vent de terre, sec, violent et froid en hiver. De l'est souffle le marin qui devient l’autan au-delà de Castelnaudary et en pays toulousain. Il est chaud et humide et provient de la mer. Ces vents réguliers ont permis d’installer de nombreux parcs d’éoliennes.

## Climat de Carcassonne
La station météorologique de Carcassonne-Salvaza mesure quotidiennement plusieurs paramètres météorologiques depuis 1948. Mais des mesures régulières sont faites depuis 1849 sous l'initiative de Don de Cépian, un ingénieur du département, qui plaça un pluviomètre à Carcassonne. Théodore Rousseau prend le relais en 1873, puis en 1897, les Ponts et Chaussées et l'école normale de Carcassonne jusqu'en 1914. Ces données permettent de connaître les conditions météorologiques de la fin du XIXe siècle.
Selon la classification de Köppen, le climat y est de type « cfa » ou subtropical humide tel qu'on peut le trouver sur la façade orientale d'un continent (comme au sud-est des États-Unis). Ce climat se démarque de la France métropolitaine, où le climat est majoritairement, hors régions d'altitude, de type cfb ou csa, de plus Carcassonne est situé sur la façade occidentale du continent, le climat de Carcassonne est un climat de transition, ce qui empêche de le considérer formellement comme un climat méditerranéen pur (csa).
- La lettre c indique qu'il s'agit d'un climat tempéré : les températures moyennes y sont supérieures à - 3e durant la saison froide.
- La lettre f indique qu'il s'agit d'un climat humide : les pluies sont réparties sur toute l'année. En effet, malgré un mois de juillet relativement sec, l'écart entre les précipitations du mois le plus sec et du mois le plus pluvieux, n'est pas suffisant pour qu'on puisse réellement parler de saison sèche.
- La lettre a indique qu'il y a un été chaud : le mois de juillet a une température supérieure à 22 °C.

Toutefois, d'après la classification de Gaussen (P < 2T), Carcassonne a 2 mois secs et donc posséderait un climat supra méditerranéen.
Le climat de Carcassonne se caractérise donc par des étés relativement chauds, dont un mois de juillet sec et chaud, avec situation de sécheresse, des automnes et des hivers doux avec des gels relativement rares. Les pluies sont réparties à peu près équitablement du mois d'octobre au mois de mai.
Le record de chaleur a été mesuré le 13 août 2003 avec une température de  41,9 °C, et le record de froid fut mesuré le 15 février 1956 avec une température de −18,7 °C.
La neige y est occasionnelle, il en tombe en moyenne sept jours par an entre décembre et mars. Pendant l'hiver 2009/2010, Carcassonne connait 20 jours de neige tenant au sol, cela faisait plus de 50 ans qu'il n'y avait pas eu de période aussi longue de jours de neige tenant au sol. Le 13 janvier 1981, il tombe 55 cm de neige à Carcassonne. Il y aurait eu 1 mètre de neige à Carcassonne pendant l'hiver 1913/14 mais les chiffres ne sont pas certains.
Lors de certaines vagues de froid (notamment en 1956, 1963, 1985 et 2012 (février)) la température ressentie est accentuée par la tramontane avec un ressentie parfois compris entre -15 et −25 °C.
L'ensoleillement est assez élevé, puisque supérieur, en moyenne, à 2 119 heures par an sur la période 1981 - 2010.
| Ville             | Ensoleillement · (h/an) | Pluie · (mm/an) | Neige · (j/an) | Orage · (j/an) | Brouillard · (j/an) |
| ----------------- | ----------------------- | --------------- | -------------- | -------------- | ------------------- |
| Médiane nationale | 1 852                   | 835             | 16             | 25             | 50                  |
| Carcassonne       | 2119                    | 649             | 6              | 18             | 15                  |
| Paris             | 1 717                   | 634             | 13             | 20             | 26                  |
| Nice              | 2 760                   | 791             | 1              | 28             | 2                   |
| Strasbourg        | 1 747                   | 636             | 26             | 28             | 69                  |
| Brest             | 1 555                   | 1 230           | 6              | 12             | 78                  |
| Bordeaux          | 2 070                   | 987             | 3              | 32             | 78                  |

Les précipitations y sont les plus fortes en automne au mois d'octobre et au printemps au mois d'avril. Les pluies d'été sont sous forme d'orages parfois violents se transformant en orages de grêle fatals aux vignes.
Le vent est très présent à Carcassonne, une moyenne de plus de 117 jours par an de vents de plus de 55 km/h y est relevée. Ce sont des vents d'est, vents marins, ou des vents d'ouest appelés Cers.
Carcassonne subit plusieurs inondations de l'Aude en 1872 et 1875. Les inondations de l'année 1891 sont parmi les plus importantes avec une montée des eaux de huit mètres envahissant tout le quartier bas de la ville. En août 1912, Carcassonne est frappé par une tornade occasionnant de nombreux dégâts : platanes sectionnés, toitures détruites, etc.
| Mois                                             | jan.          | fév.          | mars         | avril        | mai          | juin         | jui.         | août         | sep.         | oct.       | nov.         | déc.         | année      |
| ------------------------------------------------ | ------------- | ------------- | ------------ | ------------ | ------------ | ------------ | ------------ | ------------ | ------------ | ---------- | ------------ | ------------ | ---------- |
| Température minimale moyenne (°C)                | 3,1           | 3,5           | 5,6          | 7,7          | 11,4         | 14,8         | 17,2         | 17           | 14           | 11,2       | 6,6          | 3,8          | 9,7        |
| Température moyenne (°C)                         | 6,4           | 7,3           | 10           | 12,3         | 16,2         | 20,1         | 22,9         | 22,6         | 19,3         | 15,3       | 10           | 7            | 14,2       |
| Température maximale moyenne (°C)                | 9,7           | 11,1          | 14,4         | 17           | 21           | 25,4         | 28,6         | 28,3         | 24,5         | 19,3       | 13,5         | 10,2         | 18,6       |
| Record de froid (°C) date du record              | −12,5 16.1985 | −15,2 04.1963 | −7,5 01.2005 | −1,6 08.1956 | 0,9 04.2010  | 6 01.1949    | 8,4 04.1948  | 8,2 30.1986  | 2,9 27.1972  | −2 29.1949 | −6,8 22.1998 | −12 28.1962  | −15,2 1963 |
| Record de chaleur (°C) date du record            | 21,1 15.1955  | 25,2 27.2019  | 27,3 21.1990 | 31 13.1949   | 35,2 30.2001 | 39,8 21.2003 | 40,2 06.1982 | 41,9 13.2003 | 36,4 07.1988 | 31 10.1967 | 26,2 13.1948 | 22,4 18.1989 | 41,9 2003  |
| Ensoleillement (h)                               | 97,2          | 119,6         | 172,6        | 188,1        | 214,7        | 239,7        | 275,4        | 260,4        | 212,9        | 144,6      | 102,5        | 91,6         | 2 119,3    |
| Précipitations (mm)                              | 69,3          | 54,1          | 54,3         | 73,1         | 56,7         | 45,9         | 28,5         | 42,6         | 42,5         | 59,5       | 59,5         | 62,5         | 648,5      |
| dont nombre de jours avec précipitations ≥ 1 mm  | 9,4           | 7,9           | 8            | 9,5          | 7,5          | 5            | 4,1          | 5,5          | 5,4          | 7,8        | 8,7          | 8,8          | 87,5       |
| dont nombre de jours avec précipitations ≥ 5 mm  | 4,2           | 3,4           | 3,5          | 4,4          | 3,4          | 2,7          | 1,5          | 2,6          | 2,3          | 3          | 3            | 4,1          | 38,1       |
| dont nombre de jours avec précipitations ≥ 10 mm | 1,7           | 1,7           | 1,4          | 2,4          | 1,7          | 1,4          | 0,7          | 1,3          | 1,3          | 1,5        | 1,1          | 1,7          | 18         |
| Nombre de jours avec neige                       | 1,8           | 2             | 0,8          | 0,1          | 0            | 0            | 0            | 0            | 0            | 0          | 0,2          | 0,9          | 5,9        |
| Nombre de jours avec grêle                       | 0,1           | 0,1           | 0,1          | 0,1          | 0,1          | 0,1          | 0            | 0,1          | 0            | 0          | 0            | 0,1          | 0,9        |
| Nombre de jours d'orage                          | 0,5           | 0             | 0,4          | 1,2          | 2            | 2,3          | 3,2          | 4,1          | 2,2          | 0,9        | 0,4          | 0,2          | 17,5       |
| Nombre de jours avec brouillard                  | 2,7           | 1,7           | 0,9          | 0,8          | 0,5          | 0,1          | 0,2          | 0,4          | 0,9          | 1,7        | 2,1          | 2,8          | 14,7       |

## Climat de Narbonne
Le climat de Narbonne est de type méditerranéen. Selon la classification de Köppen, il est de type méditerranéen à été chaud (Csa), à la frontière avec un climat semi-aride (BSk). Il se caractérise par des hivers doux, des étés secs, une luminosité importante et des vents assez violents (environ 170 jours par an de vent supérieur à 16 m/s) comme la tramontane. Narbonne compte 300 jours d'ensoleillement par an, 33 jours de pluie, 14 jours d'orage et 1 jour de neige en moyenne par an. Les températures estivales vont de 13 à 38 °C et les températures hivernales vont de −5 à 15 °C.
Cependant, en hiver et en automne, des perturbations appelées épisode méditerranéen se forment en mer Méditerranée apportant pluie et mauvais temps.
| Mois                                | jan. | fév. | mars | avril | mai  | juin | jui. | août | sep. | oct. | nov. | déc. | année |
| ----------------------------------- | ---- | ---- | ---- | ----- | ---- | ---- | ---- | ---- | ---- | ---- | ---- | ---- | ----- |
| Température minimale moyenne (°C)   | 5,4  | 5,3  | 7,7  | 11    | 14,1 | 18,2 | 20,3 | 20   | 16,5 | 13,5 | 9,4  | 5,5  | 12,5  |
| Température moyenne (°C)            | 8,1  | 8,5  | 11,2 | 14,3  | 17,7 | 22,2 | 24,4 | 23,9 | 20,3 | 16,6 | 12,1 | 8,3  | 15,9  |
| Température maximale moyenne (°C)   | 10,8 | 11,6 | 14,6 | 17,6  | 21,3 | 26,1 | 28,5 | 28   | 24   | 19,6 | 14,8 | 11,1 | 19,3  |
| Précipitations (mm)                 | 39   | 44,3 | 25,3 | 50,6  | 46,7 | 17,5 | 3,7  | 13,4 | 46,4 | 76,1 | 47,2 | 58,7 | 469,3 |
| Nombre de jours avec précipitations | 5,4  | 4,3  | 3,4  | 5,6   | 5    | 2,2  | 1,2  | 2,5  | 3,2  | 5,3  | 5,3  | 4,9  | 48,2  |